# Stromatoxin
Stromatoxin (synonym κ-Theraphotoxin-Sc1a, ScTx1) ist ein Protein und Toxin aus der afrikanischen Tarantel Stromatopelma calceata.

## Eigenschaften
Stromatoxin wird in den Giftdrüsen gebildet. Es gehört zur Familie der inhibitor cystine knot-Spinnentoxine. Stromatoxin hemmt spannungsgesteuerte Kaliumkanäle, darunter delayed Kv2.1/KCNB1 (IC50 = 12,7 nM), Kv2.1/Kv9.3 (IC50 = 7,2 nM, KCNB1/KCNS3), Kv2.2/KCNB2 (IC50 = 21,4 nM) und transient Kv4.2/KCND2 (IC50 = 1,2 nM), nicht aber Kv4.1/KCND1 und Kv4.3/KCND3. Es besitzt drei Disulfidbrücken. Der C-Terminus des Stromatoxins ist amidiert.